# Munehisa Honma
Munehisa Honma (本間 宗久, Honma Munehisa) (también conocido como Sokyu Honma o Sokyu Homma también llamado "El Dios de los mercados" por sus contemporáneos; 1724–1803) fue un famoso comerciante de arroz de Sakata, Japón, que negociaba en la Bolsa de Arroz de Dōjima, en Osaka, durante el  shogunato de Tokugawa. Homma es considerado el padre del gráfico de velas japonesas, una forma de análisis técnico, muy utilizada en los mercados bursátiles en la actualidad.

## Reseña biográfica
Alrededor del año 1710 surge en Japón, el mercado de futuros para el arroz, que anteriormente se negociaba exclusivamente en el acto. Este sistema utilizaba cupones, prometiendo la entrega de arroz en el futuro. A partir de esto, nace posteriormente un mercado secundario, de comercio de cupones, en el que floreció Munehisa. Las historias afirman que se estableció una red de hombres, cada 6 km entre Sakata y Osaka (una distancia de unos 600 km) para comunicar los precios del mercado.
En 1755, Honma escribió La fuente de oro y El récord de dinero de los tres monos (三猿金泉秘録, San-en Kinsen Hiroku). El primer libro trata sobre la psicología del mercado, dentro del cual afirma que el aspecto psicológico del mercado es fundamental para el éxito comercial y que las emociones de los comerciantes tienen una influencia significativa en los precios del arroz; señala a su vez, que reconocer esto oportunamente, puede permitir la toma de una posición favorable contra el mercado: "cuando todos son bajistas, hay motivos para que los precios suban" (y viceversa). En el segundo libro describe la rotación entre el Yin (un mercado bajista) y el Yang (un mercado alcista), afirmando que dentro de cada tipo de mercado hay una instancia del otro tipo, tal como en la filosofía del Yin y el Yang. Parece haber utilizado el clima y el volumen del mercado, así como el precio, para adoptar posiciones comerciales.